# Lasserhof

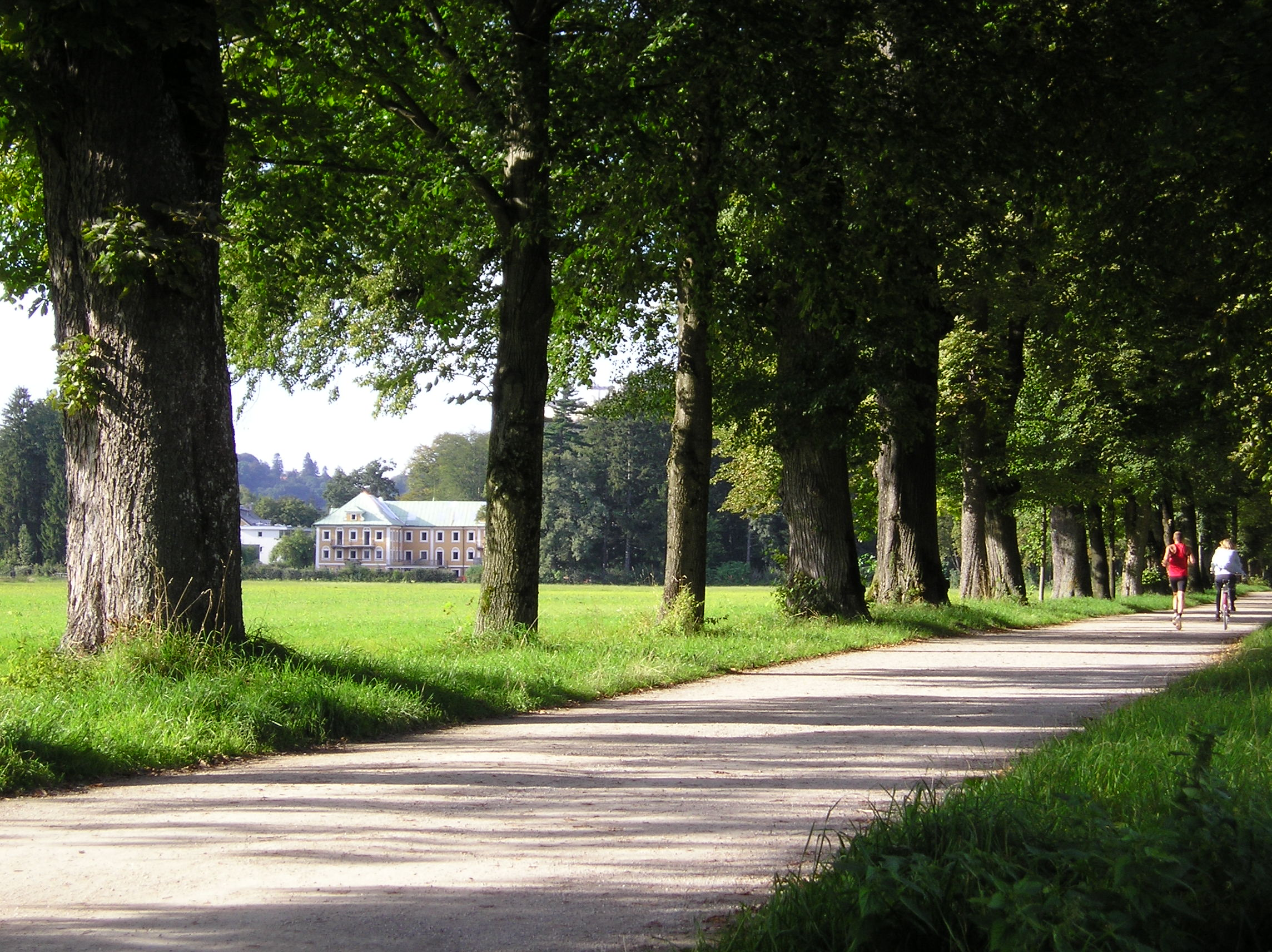
Der Lasserhof, von der Hellbrunner Allee

Der Lasserhof, auch Metzgermayerhof, Hotel Kaiserhof, Rupertihof, Schlosshotel St. Rupert, zuletzt Gwandhaus genannt, ist ein Schloss an der Hellbrunner Allee in Salzburg. Es beherbergt heute den Firmensitz des Trachtenherstellers Gössl, ein Trachtenmuseum und ein Restaurant.

## Geschichte

### Landschloss
Der Hof wurde wie die umgebenden Höfe der Hellbrunner Allee ebenfalls schon vor 1650 errichtet und hieß ursprünglich Lasserhof. Besitzer des Schlosses waren zuerst die Familie Dückher und ab 1677 die Grafen von Martinitz.
1669 erwirbt Johann Baptist Andre das Schloss und danach bald Anna Katharina Rothmayer. Darauf kauft 1748 ein Metzger mit Namen Mayer das historische Anwesen ("Metzgermayerhof"). Knapp hundert Jahre später scheint dann Peter Poschacher als Eigentümer auf. 1867 erwarb schließlich Rupert Freiherr von Imhof den Besitz, nach dem es bald auch Rupertischlössl bzw. Rupertihof hieß. Durch ihn erhielt das Gebäude auch eine neubarocke Fassade. Später wurde es mehrfach erweitert und 1931 mit einem ersten historisierenden Anbau versehen, den der bekannte Baumeister Martin Knoll (1888–1937) gestaltete. 1952 wurde der Rupertihof zum Schlosshotel, erst mit dem Namen „Kaiserhof“ und 1967
unter der Bezeichnung „Schlosshotel St. Rupert“.

### Die Zeit des „Gwandhauses“
Die Firmenzentrale des Trachtenherstellers Gössl bekam bald den neuen Namen Gwandhaus. 2004 erfolgte der Anbau eines weiteren Schlossflügels, in den der damalige Eigentümer Gerhard Gössl einen Festsaal einbauen ließ. Ende Dezember 2018 verkaufte Gössl das Gwandhaus an den Bauträger Planquadrat.
Das Trachtengeschäft der Firma Gössl selbst liegt im Dachgeschoß des Schlosses. Angeschlossen ist auch ein kleines Hausmuseum, in dem Trachten aus vergangener Zeit, Handarbeitskunst und Schaustücke aus dem alpenländischen Kulturraum gezeigt werden. Ebenfalls im Gwandhaus angesiedelt ist das Restaurant. Das Gebäude steht auch als Veranstaltungsort zur Verfügung.

## Mark Mateschitz kauft das Schloss
2024 erwarb Mark Mateschitz das Gebäude um 28,5 Millionen Euro. Am 11. Dezember 2024 beantragte das Salzburger Trachtenunternehmen Gössl am Landesgericht Salzburg zwei Sanierungsverfahren ohne Eigenverwaltung.

## Der Meierhof an der Hellbrunner Allee
Unmittelbar westlich liegt an der Allee der alte Meierhof des Adelssitzes.

## Bildergalerie

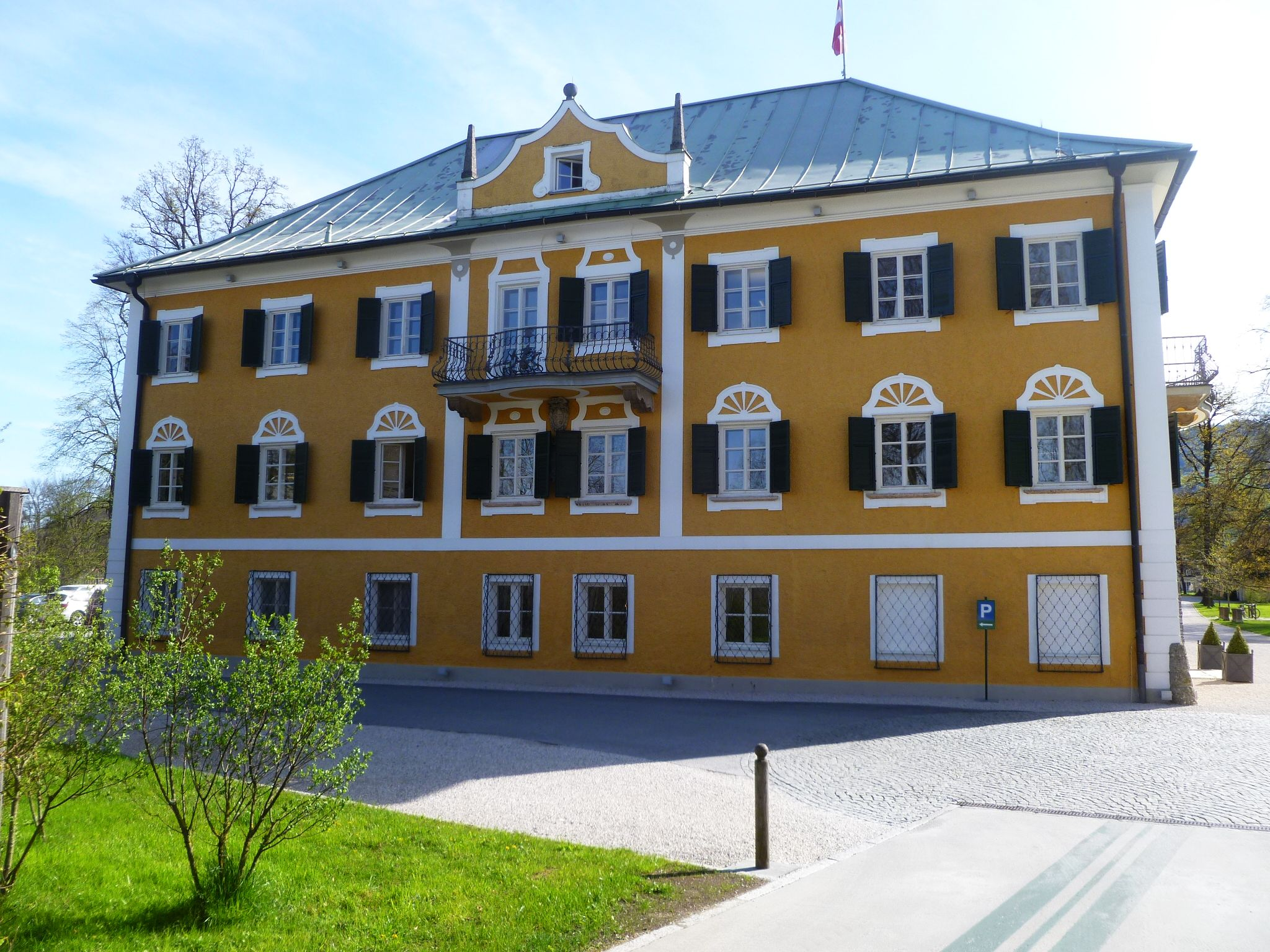
Rupertihof/Gwandhaus
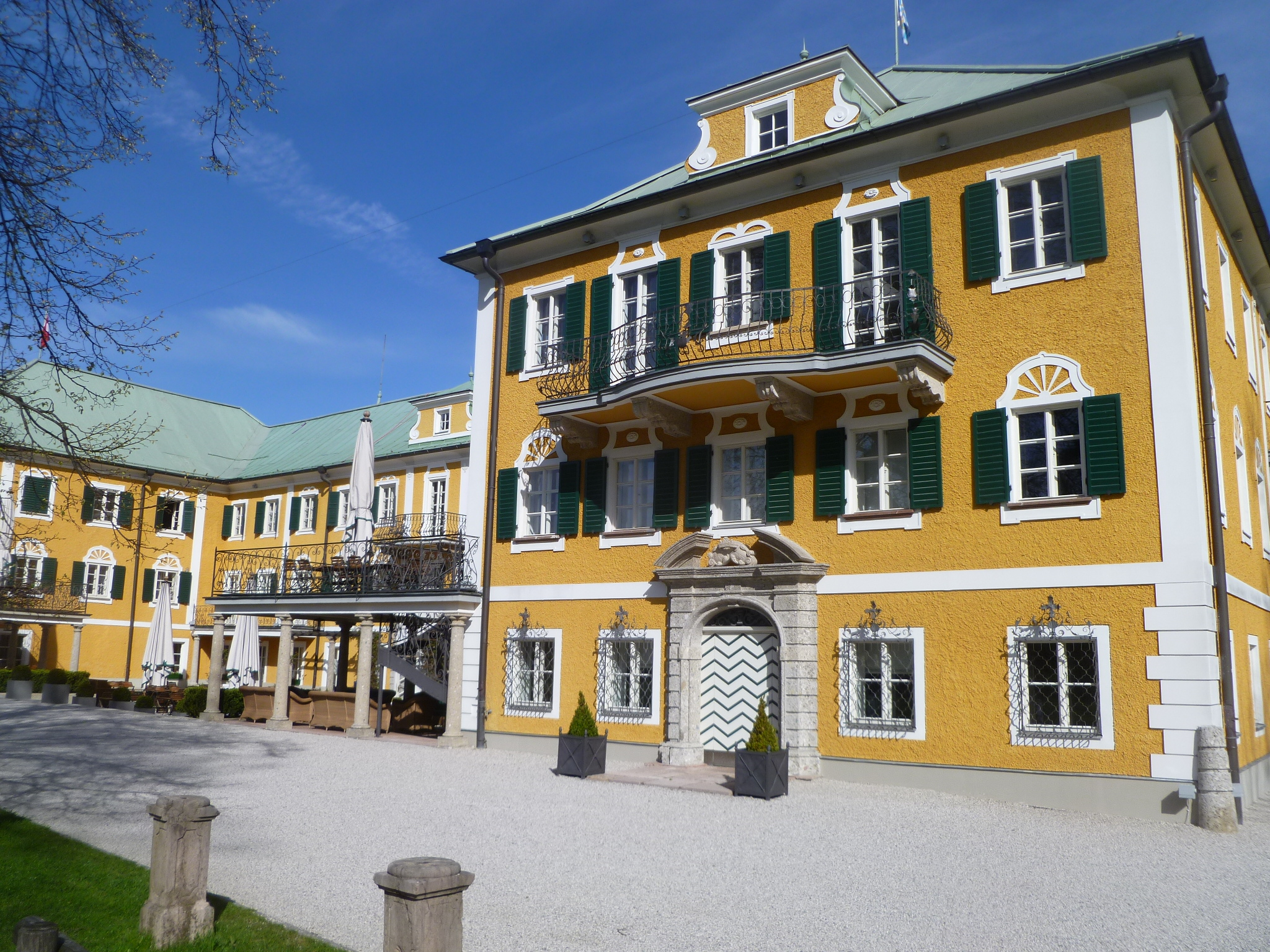
Rupertihof/Gwandhaus
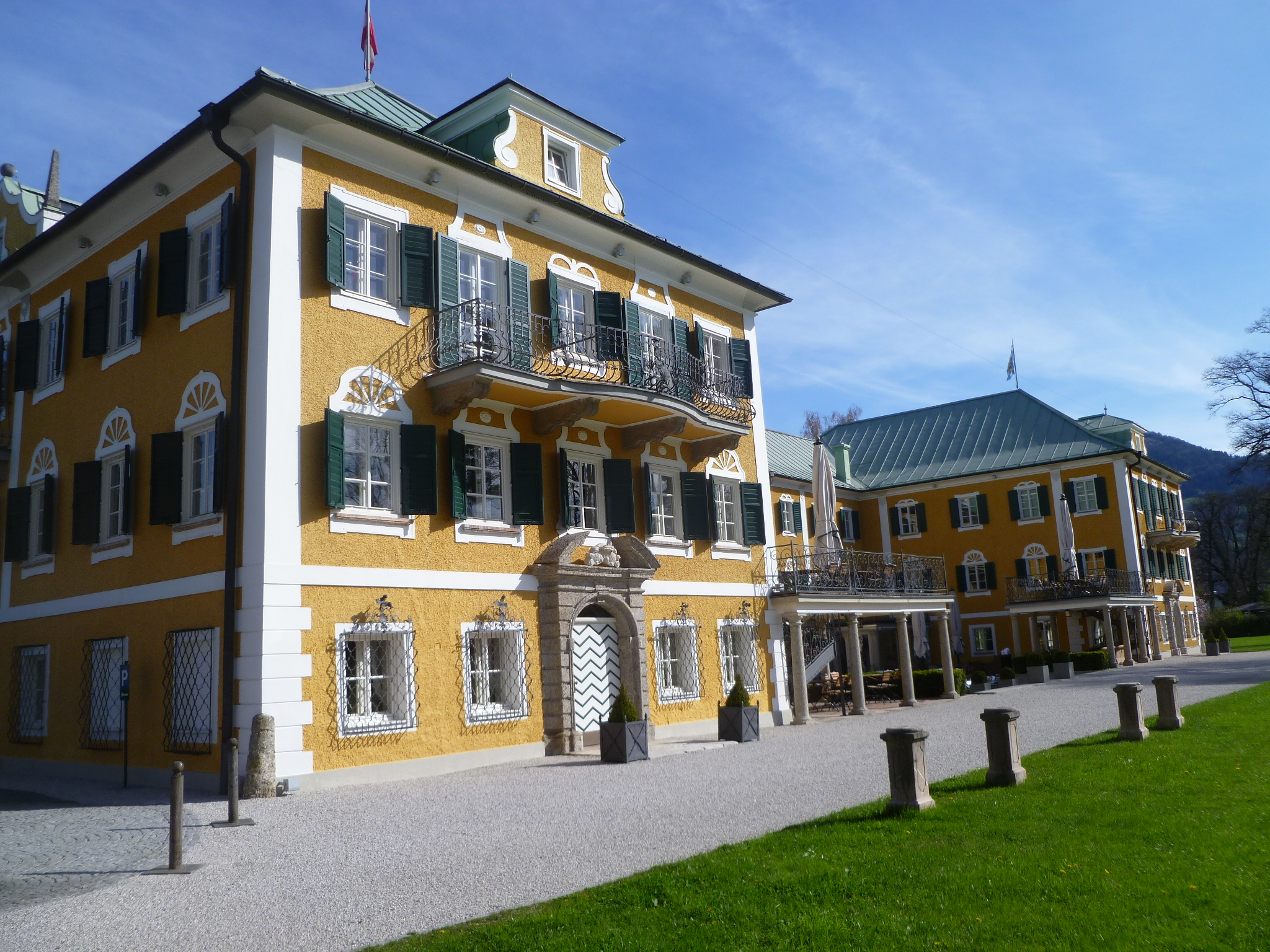
Rupertihof/Gwandhaus
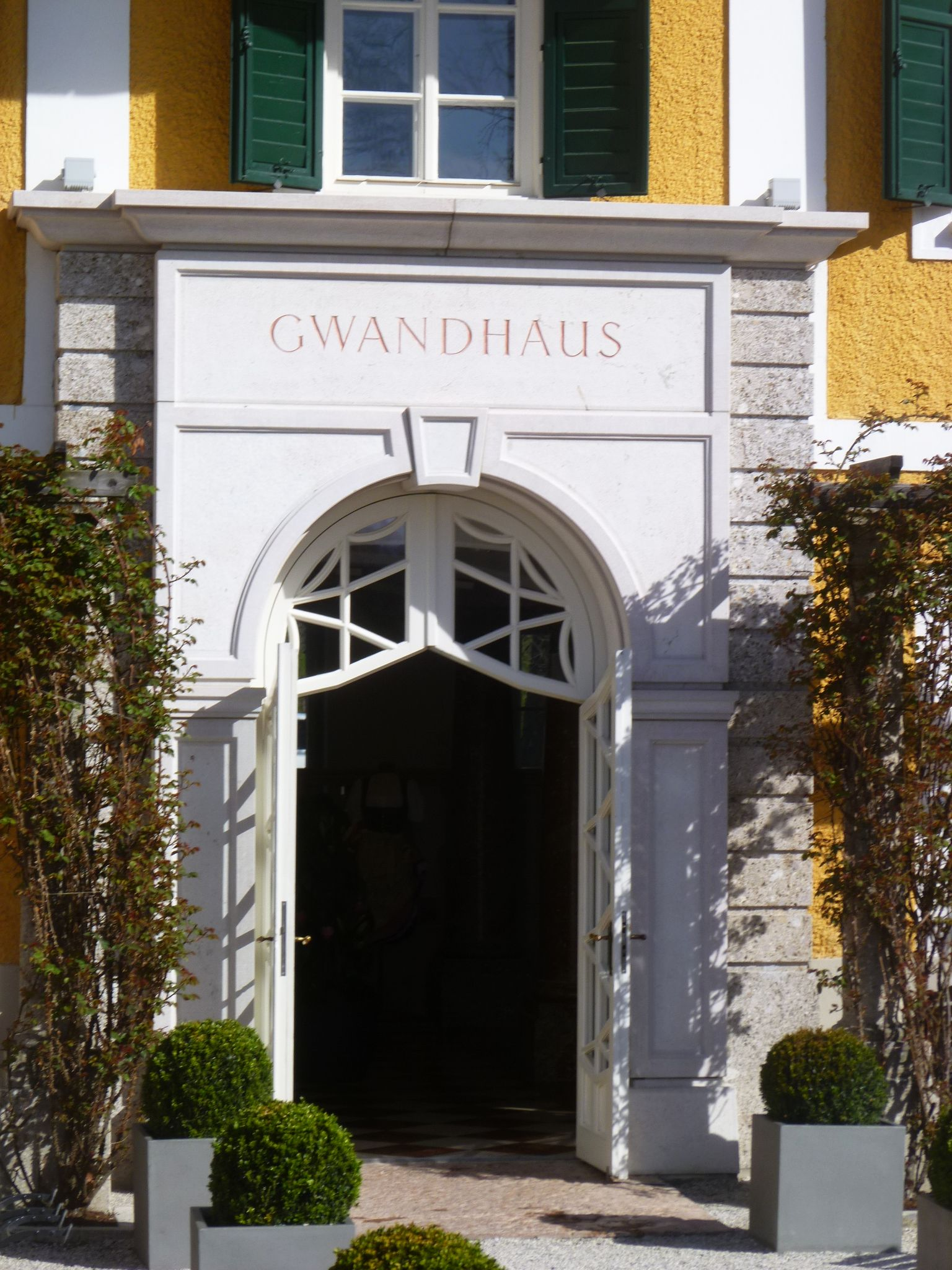
Rupertihof/Gwandhaus